# مرکید خرابه‌سی
مرکید خرابه‌سی یکی از روستاهای استان آذربایجان شرقی است که در دهستان ذوالبین بخش یامچی شهرستان مرند واقع شده‌است.